# دومینگو لاررینزر
دومینگو لاررینزر (انگلیسی: Domingo Larrainzar؛ زادهٔ ۸ سپتامبر ۱۹۶۹) بازیکن فوتبال اهل اسپانیا است.
از باشگاه‌هایی که در آن بازی کرده‌است می‌توان به باشگاه فوتبال لوانته، باشگاه فوتبال اوساسونا، و باشگاه فوتبال مالاگا اشاره کرد.
وی همچنین در تیم‌های ملی فوتبال زیر ۱۶ سال اسپانیا، زیر ۱۷ سال اسپانیا، زیر ۱۸ سال اسپانیا، زیر ۱۹ سال اسپانیا، زیر ۲۰ سال اسپانیا، زیر ۲۱ سال اسپانیا، و زیر ۲۳ سال اسپانیا بازی کرده‌است.